# Championnat du monde de patinage artistique 1905
Navigation
Mondiaux 1904 Mondiaux 1906
Le Championnat du monde de patinage artistique 1905 a lieu du 5 au 6 février 1905 à Stockholm aux Royaumes unis de Suède et de Norvège.
C'est la dernière année où seule un concours masculin est organisé. Dès l'année suivante, une compétition féminine est créée, formant ainsi deux championnats du monde.

## Podium
| Épreuves                      | Or             | Argent       | Bronze     |
| ----------------------------- | -------------- | ------------ | ---------- |
| Messieurs résultats détaillés | Ulrich Salchow | Max Bohatsch | Per Thorén |

## Tableau des médailles
| Rang  | Nation   | Or | Argent | Bronze | Total |
| ----- | -------- | -- | ------ | ------ | ----- |
| 1     | Suède    | 1  | 0      | 1      | 2     |
| 2     | Autriche | 0  | 1      | 0      | 1     |
| Total | Total    | 1  | 1      | 1      | 3     |

## Détails de la compétition Messieurs
| Rang | Nom               | Nation    | Places | Points | Fig. impo. | Prog. libre |
| ---- | ----------------- | --------- | ------ | ------ | ---------- | ----------- |
| 1    | Ulrich Salchow    | Suède     | 8      |        |            |             |
| 2    | Max Bohatsch      | Autriche  | 14     |        |            |             |
| 3    | Per Thorén        | Suède     | 21     |        |            |             |
| 4    | Richard Johansson | Suède     | 28     |        |            |             |
| 5    | Martin Gordan     | Allemagne | 34     |        |            |             |